# Ateuchus scatimoides
Ateuchus scatimoides är en skalbaggsart som beskrevs av Vladimir Balthasar 1939. Ateuchus scatimoides ingår i släktet Ateuchus och familjen bladhorningar. Inga underarter finns listade.